# Política prefigurativa
Políticas prefigurativas são os modos de organização e relações sociais que se esforçam para refletir a sociedade futura que o grupo busca. De acordo com Carl Boggs, que cunhou o termo, o desejo é incorporar "dentro da prática política contínua de um movimento [...] aquelas formas de relações sociais, tomada de decisão, cultura e experiência humana que são o objetivo final" .  Além desta definição, Leach também deu luz à definição do conceito afirmando que o termo "refere-se a uma orientação política baseada na premissa de que os fins que um movimento social alcança são fundamentalmente moldados pelos meios que emprega, e que o movimento deve, portanto, fazer seus melhores meios de escolha que incorporam ou prefiguram o tipo de sociedade que eles querem criar”.  Prefigurativismo é a tentativa de promulgar políticas prefigurativas. 

## História
Boggs estava escrevendo na década de 1970 sobre movimentos revolucionários na Rússia, Itália, Espanha e na Nova Esquerda dos EUA. O conceito de prefiguração foi posteriormente aplicado por Sheila Rowbotham ao movimento de mulheres dos anos 1960 e 1970,  por Wini Breines aos Estudantes por uma Sociedade Democrática (SDS) dos Estados Unidos,  e por John L. Hammond aos portugueses Revolução . 

A política de prefiguração rejeitava o centrismo e o vanguardismo de muitos dos grupos e partidos políticos da década de 1960. É uma política de criação e de ruptura com a hierarquia. Breines escreveu:
O termo política prefigurativa [...] pode ser reconhecido em contra-instituições, manifestações e na tentativa de incorporar valores pessoais e anti-hierárquicos na política. A democracia participativa era central para a política prefigurativa. [. . . ] O cerne da política prefigurativa impôs tarefas substanciais, sendo a central criar e sustentar dentro da prática viva do movimento, relações e formas políticas que "prefiguravam" e corporificavam a sociedade desejada. 
Para Breines, a “política prefigurativa” centra-se na “democracia participativa”, entendida como uma oposição permanente à organização hierárquica e centralizada que exige um movimento que desenvolva e estabeleça relações e formas políticas que “prefiguram” a sociedade igualitária e democrática que se pretende criar . Além disso, ela vê a política prefigurativa como estritamente ligada à noção de comunidade, referindo-se a ela como uma rede de relações que são mais diretas, mais pessoais e mais totais do que as relações formais, abstratas e instrumentais que estão embutidas no estado e na sociedade contemporâneos . 
Anarquistas por volta da virada do século XX claramente adotaram o princípio de que os meios usados para atingir qualquer fim devem ser consistentes com esse fim, embora aparentemente não usassem o termo "prefiguração". Por exemplo, James Guillaume, um camarada de Mikhail Bakunin, escreveu: "Como alguém poderia querer que uma sociedade igualitária e livre saísse de uma organização autoritária? É impossível." 
Um dos maiores exemplos durante o século 20 a esse respeito é a sociedade comunismo libertario ( comunismo libertário ) organizada por anarco-sindicalistas como a Confederación Nacional del Trabajo (CNT), ou em inglês a Confederação Nacional do Trabalho, por alguns meses durante a Guerra Civil Espanhola . Os trabalhadores assumiram o controle coletivo dos meios de produção em um nível descentralizado e usaram a autocomunicação de massa como um contrapoder para fornecer informações úteis sobre uma ampla gama de opções, desde a culinária vegetariana até o tratamento de doenças sexualmente transmissíveis. 
Posteriormente, o conceito de prefiguração passou a ser utilizado de forma mais ampla,  especialmente em relação aos movimentos pela democracia participativa.  Foi especialmente aplicado ao autonomismo italiano na década de 1960,  ao movimento antinuclear dos EUA nas décadas de 1970 e 1980 e ao movimento antiglobalização na virada do século XXI. 